# 二見虎三郎

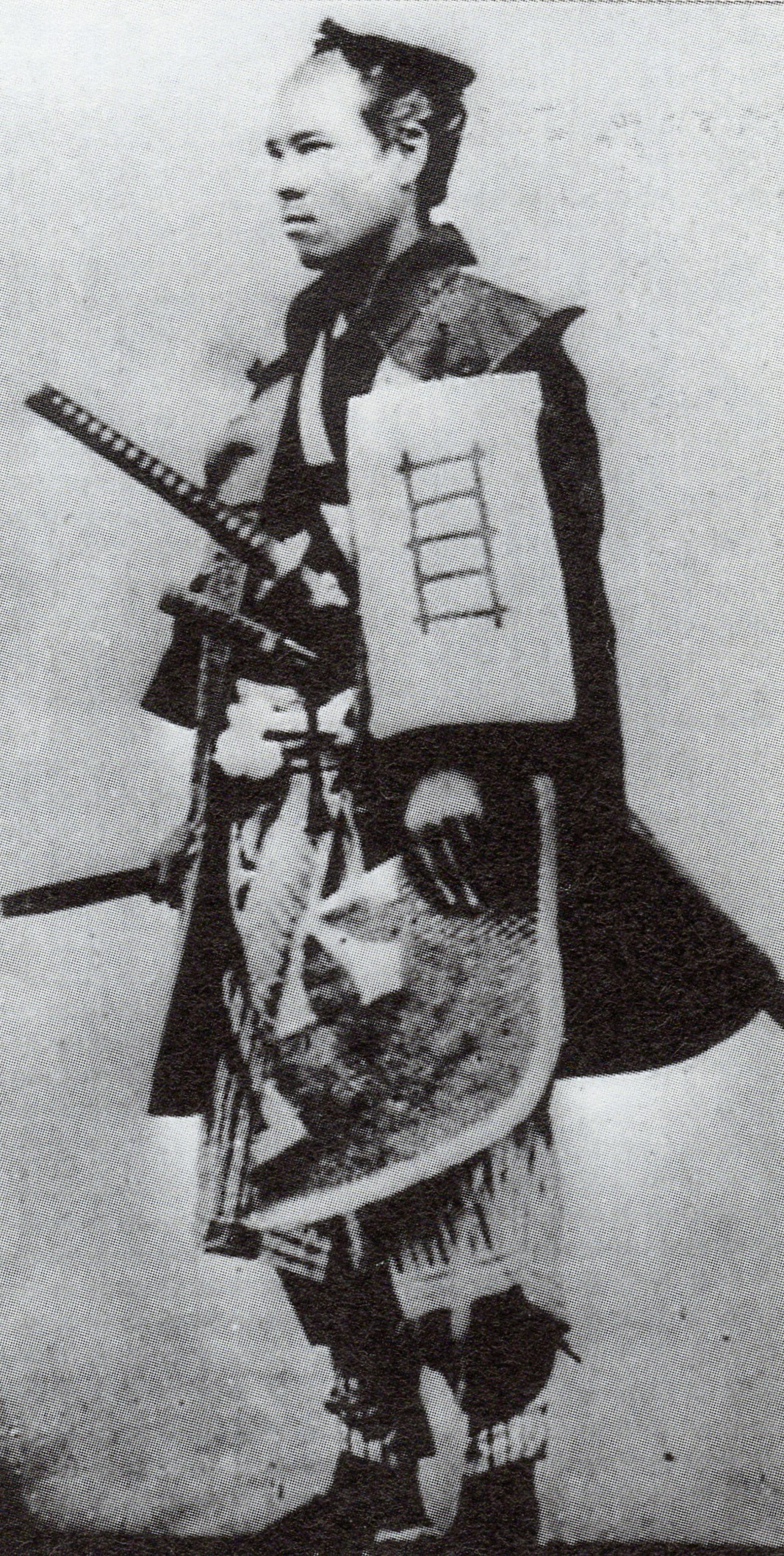
二見虎三郎

二見 虎三郎（ふたみ とらさぶろう、生年不詳 - 1868年（慶応4年））は、幕末期の越後長岡藩士。河井継之助の小千谷での新政府との会談に、藩士としてただひとり同行。河井の僕・松蔵の回想によれば、談判の決裂後、河井は、二見を相手に酒肴を重ね、詩を吟じていたという。会津七日町口の戦闘で、軍目付として戦死した。
| スタブアイコン | サブスタブ | この項目は、まだ閲覧者の調べものの参照としては役立たない、人物に関連した書きかけの項目です。この項目を加筆・訂正などしてくださる協力者を求めています（P:人物伝/PJ:人物伝）。 |